# Doratocythere
Doratocythere is een geslacht van kreeftachtigen uit de klasse van de Ostracoda (mosselkreeftjes).

## Soorten
- Doratocythere exilis (Brady, 1880) Dingle, 1992
- Doratocythere foveata McKenzie, 1967
- Doratocythere indistincta McKenzie, Reyment & Reyment, 1990
- Doratocythere ornata McKenzie, Reyment & Reyment, 1990
- Doratocythere tomokoae (Ishizaki, 1968) Ishizaki & Matoba, 1985